# Richard Spratly
Richard Spratly (1802-1870) est un capitaine de navire britannique et un contributeur aux archives de navigation maritime, qui a donné son nom aux îles Spratleys (ou Spratly) en mer de Chine méridionale.

## Naissance
Richard Spratly est né le 22 janvier 1802 dans la paroisse de All Saints, Poplar, East London. Son père, Thomas, est décrit sur son acte de naissance comme constructeur de bateaux. Sa mère était Ann née Myers. Il était le deuxième de quatre enfants (Mary Ann née le 25 décembre 1799), Jane (née le 15 décembre 1812) et William (né le 18 mars 1815).

## Premiers voyages
1818, 6 juin – Spratly navigue pour la première fois en tant qu'apprenti sur l'Earl of Marley (peut-être Earl Morley, un baleinier).

1824, juin – Spratly navigue en tant que second officier sur le Marquis of Huntley, un navire prison.

1832, 1er septembre – Le navire prison (en) York (en), avec Richard Spratly comme capitaine, quitte Plymouth avec 200 condamnés à bord.

1832, 29 décembre – Le navire prison York, avec Richard Spratly comme capitaine, arrive à la Terre de Van Diemen (Tasmanie).

1833, 20 octobre – Le Cyrus (en), sous les ordres du capitaine Hingston, arrive à Gravesend depuis l'océan Austral. Les propriétaires étaient Jarvis and Co.

1834, 5 juillet – Richard Spratly remplace Hingston comme maître du Cyrus.

1837, 25 octobre – Le Cyrus arrive à Portsmouth en provenance des mers du Sud.

1838, (inconnu) – Le Cyrus est audité par Lloyd's of London.

1838, juin – Le Cyrus part pour un voyage à la baleine.
En 1844, Richard Spratly passait devant Manado, à Sulawesi. Il est devenu le témoin d'une attaque par un sultan local contre le yacht Young Queen d'Erskine Murray, commandé par le capitaine Hait, et le brick Anne, commandé par le capitaine Lewis. Le récit a été documenté dans une lettre intitulée « Honorable E. Murray » et publiée dans la Sydney Shipping Gazette.

## Incident de Kema
Selon les récits de l'équipage, le 24 février 1844, le Cyrus jeta l'ancre à Kema Roads aux Célèbes, avec une précieuse cargaison d'huile de baleine. Le lendemain, l'équipage débarqua, mais revint à court de quelques hommes. Deux hommes, Heron et Robson, ont été repérés et on leur a dit de revenir, mais ils ont fui après avoir été confrontés pour revenir plus tard le 28. Les membres d'équipage Howland et Heron ont disparu le 2 mars. Finalement, le 3 mars, après de nombreuses recherches et des pitreries ivres de la part de son équipage sur l'île occupée par les Néerlandais, le Cyrus s'éloigna pour retourner en Angleterre, mais sans les membres d'équipage disparus.
À son retour en Grande-Bretagne en août 1844, l'équipage fut convoqué à une audience par la mère de William Heron. L'incident n'avait pas été bien documenté et il n'y avait pas suffisamment de preuves pour suggérer dans un sens ou dans l'autre si le capitaine Spratly était coupable de les avoir abandonnés sans fouille approfondie, donc aucun procès devant jury n'a suivi. Le récit donné par les journaux était très différent des récits de l'équipage enregistrés par les tribunaux et donnait plus de détails sur le cours des événements.

### Équipage
Vers 1838-1844 :
- Capitaine Richard Spratly, maître[4]
- Officier en chef George Cotton (en)[4]
- Second officier William Spratly (en)[4]
- Francis Rankin, chirurgien[4]
- William Heron, Cooper's Mate (abandonné à Keimes au Célèbes en 1841)[4]
- M. Howland (abandonné à Keimes aux Célèbes en 1841)[4]
- M. Robson[4]
- M. Brown[5]
- George Lansdell[5]

## Contributions aux connaissances en navigation
Le capitaine Spratly soumettait occasionnellement des itinéraires de navigation et des informations d'enquête au The Nautical Magazine et aux Naval Chronicles.
Le 29 mars 1843, Spratly aperçut ce qui est maintenant connu en anglais sous le nom de Spratly Island et Ladd Reef. Richard Spratly était le nom rapporté par le capitaine Doyle d'Australie et le capitaine Campbell du service hydrographique britannique. Son observation a été rapportée dans The Nautical Magazine (en) en 1843, numéro 697, :

« ...at 9 h. A.M. a low sandy island was discovered from the masthead, bearing S.E.bE. four leagues. On nearing the beach was visible to the water's edge, the top appearing to be covered with small bushes, and about the height of a Ship's hull, with a black patch dividing the sandy beach in nearly two equal parts to the water's edge... One [of these two dangers] I call Ladd Reef, after Captain Ladd of the Ship Austen, who appears first to have seen it; the other Spratly's Sandy Island. »

La publication de son voyage dans The Nautical Magazine et dans Naval Chronicle a popularisé le nom de l'île, même si l'île avait déjà été nommée Horsburgh's Storm Island par le capitaine James Horsburgh. L'Amirauté britannique a finalement accepté que les îles dispersées dans la région soient nommées îles Spratly.

## Voyages ultérieurs
1845, 22 mai – Le Cyrus quitte les Downs, au large de Douvres.

1845, 18 septembre – Le Cyrus sous Spratly à Batavia, depuis Londres, pour les mers du Sud.

1848, 1er juin – Le Cyrus, sous Spratly, revient en Angleterre depuis les mers du Sud.

1848, 8 juin – Spratly cesse d’être maître du Cyrus.

1849, mars – Spratly devient maître du Margaret.

1849, 1er avril – Le Margaret, sous Spratly, part à destination des mers du Sud.

1851, 11 avril – Lettre de Spratly dans The Nautical Magazine (p. 490 : « Eastern Navigation from the Margaret »).

1852, inconnu – Margaret, Spratly, capitaine, à destination de la mer du Sud (Registre de Lloyd's of London).

1852, 6 mars – Spratly cesse d'être le maître du Margaret.

1853, 29 juin – Richard Spratly réclame le certificat de service de Maître.

1853, juillet – Richard Spratly obtient un certificat de maîtrise à Londres.

1858, 24 mars – L'Atalanta, capitaine Spratly, appartenant à MM. Wilson et Cooke, Londres, a été expédié par M. J.B. Wilcocks, de Plymouth, le mercredi 24 mars, avec 396 émigrants gouvernementaux pour Melbourne, comprenant 26 couples mariés, 98 hommes célibataires, 163 femmes célibataires et 83 enfants, dont 147 anglais et 249 irlandais ; sous les soins médicaux de M. J.S. Irlande.

1858 7 juin – L'Atalanta arrive à Melbourne, Victoria et Sydney en 1859.

1860 5 mars – L'Atalanta (960 tonnes) quitte l'Angleterre (?) avec 345 émigrants (28 hommes, 297 femmes, 20 enfants).

1860 30 mai – L'Atalanta arrive à Victoria, Australie après un voyage de 86 jours.

1861 Richd Spratly noté dans le recensement. Marié, 59 ans. Maître, ne résidant pas à bord. Navire Atalanta. Jetée numéro 5, côté nord des docks des Indes orientales.
Il y a une entrée pour le capitaine Richard Spratly comme maître du Redrose en 1864. On ne sait pas s'il s'agit du même Richard Spratly.

## Décès
Richard Spratly est décédé « à la résidence de son neveu, Ealing, Middlesex, à l'âge de 69 ans ». L'adresse figurant sur le certificat de décès est Oxton Villa, Ealing. La cause du décès était une péripneumonie. L'informateur était la plus jeune enfant de Richard, Matilda M. Spratly, résidente de Rock Ferry, Birkenhead.

## Vie familiale
Il épousa Jane Miller à St George in the East, Cannon Street Road, Londres en 1828. Il eut quatre enfants : Jane Miller Spratly, née à Stepney, le 24 février 1839 ; Richard Jolly Spratly, né à Stepney le 21 juin 1842 ; Thomas Miller Spratly, baptisé à Whitechapel St Mary, le 26 novembre 1845, et Matilda, née à Ramsgate le 9 juillet 1849. Lors du recensement national britannique de 1861, Rich Spratly est enregistré comme capitaine du navire Atalanta. Numéro 5 Jetty North Side East India Docks mais ne vit pas à bord. La famille est enregistrée comme : Richard (maître marinier, 59 ans) et Jane (née Whitechapel, 52 ans) Spratly vivant ensemble au 22 Robinsons Road, Hackney (district 6) avec Richard (fils, 18 ans, né Stepney), Thomas (fils, 15 ans, né à Ramsgate) et Jane (fille, 22 ans, née Stepney). Matilda Spratly (fille, 11 ans, née à Ramsgate, vivant chez des amis).